# Sveriges Körförbund
Sveriges Körförbund är en riksorganisation som organiserar körer i Sverige.

## Historik
Sveriges Körförbund är ett körförbund som bildades 1925 med syftet att organisera blandade körer. Redan 1909 hade ett förbund för manskörer – Svenska Sångarförbundet – bildats.
Den 1 juli 1997 gick de båda förbunden samman, under det tillfälliga namnet Sveriges Körförbund – Svenska Sångarförbundet. Från och med 1 juli 1999 var benämningen Riksförbundet Svensk Körsång. Vid förbundsmötet i oktober 2005 beslöts att byta namn på förbundet till Sveriges Körförbund. Förbundet organiserde 2024 cirka 10 000 körsångare i 250 körer.

## Verksamhet
Sveriges Körförbund är landets största profana körförbund, som samlar körer från alla åldrar, genrer och bakgrunder.
Verksamheten finansieras huvudsakligen genom medlemsavgifter och ett årligt verksamhetsstöd från Statens kulturråd.
Förbundet har sitt kansli på Medborgarplatsen 25 i Stockholm och är medlem i ECA och IFCM.
Förbundet ger sedan 1996 ut tidningen Körsång.

## Förbundsdirektör
| 2000–2013 | – Lars Nilsson     |
| 2013–2019 | – Kerstin Fondberg |
| 2019–     | – Karin Eklundh    |

## Ordförande
|           | – Bengt J:son Bergqvist |
| 1935–     | – Bror Jonzon           |
| 1965–     | – Torgil Ringmar        |
| 1983–1995 | – Madeleine Uggla       |
| 2005–2014 | – Bengt Hall            |
| 2014      | – Eric Sjöström         |
| 2018–2019 | – Karin Eklundh         |
| 2020–2024 | – Helena Wessman        |
| 2024–     | – Johan Emilas          |

## Riksförbundsdirigent
| 1925–     | – Sven Lizell         |
| 1935–     | – Viktor Lundquist    |
| 1939–1951 | – Ragnar Blennow      |
| 1957      | – Karl-Eric Andersson |
| 1947–1965 | – Eric Ericson        |
|           | – Anders Colldén      |
| 2009-2010 | – Anci Hjulström      |
| 2009–2012 | – Tony Margeta        |